# رابطة منحنية

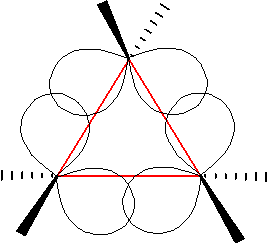
حلقي البروبان هو أشهر المركبات الحاوية على روابط منحنية.

الرابطة المنحنية هي أحد أنواع الروابط الكيميائية التساهمية التي لها شكل منحن ٍ مثل الموز، لذلك أحياناً تعرف أيضاً باسم الرابطة الموزية. إن مصطلح الرابطة المنحنية بحد ذاته هو وصف عام تمثيلي للكثافة الإلكترونية أو التشكيل الإلكتروني المشابه لشكل ذو انحناء، يصادف عادة في الجزيئات ذات الحلقات الصغيرة، مثل حلقي البروبان C3H6، كما يصادف في الجزيئات الحاوية على روابط مضاعفة أو ثلاثية مغايرة لنموذج الرابطة سيغما وباي.

## التعريف

تشكل الرابطة المنحنية

تعرّف الرابطة المنحنية على أنها نوع خاص من الروابط الكيميائية والتي تكون فيها حالة التهجين المداري للذرتين المرتبطتين على شكل رابطة كيميائية تتميز بأنها ذات سمة مدار s متزايدة أو متناقصة وذلك من أجل أن تتلائم مع البنية الجزيئية للمركب.
من أمثلة المركبات العضوية الحاوية على روابط منحنية كل من حلقي البروبان والأكسيران والأزيريدين. يكون من المستحيل على ذرة الكربون في هذه المركبات أن تتخذ زاوية رابطة مقدارها 109.5° بوجود تهجين من النمط sp3. يكون الحل بزيادة الصفة p وتقليص s من أجل تخفيض زاوية الرابطة إلى 60°. في نفس الوقت، تحظى الرابطة كربون-هيدروجين سمة s أكبر، مما يجعلها أقصر. تكون الكثافة الإلكترونية العظمى بين ذرتي الكربون في مركب حلقي البروبان على سبيل المثال على شكل لا يطابق محور الرابطة، ومن هنا أتت تسمية الرابطة المنحنية.

## اقرأ أيضاً
- حلقي البروبان